# Construction des nombres rationnels
En mathématiques, plus précisément en algèbre, la construction des nombres rationnels consiste à définir l'ensemble des nombres rationnels et à le munir d'une structure de corps commutatif.

## Construction
On utilise le procédé général de construction d'un corps des fractions, classique en théorie des anneaux : l'anneau des entiers relatifs est intègre ; on peut donc définir Q comme le corps des fractions de l'anneau Z des entiers relatifs.
La structure de corps ordonné s'obtient en définissant les nombres rationnels positifs comme étant les rapports d'entiers positifs.